# Club d'Atletisme València Terra i Mar
El València Club d'Atletisme, oficialment i per motius de patrocini Club d'Atletisme València Terra i Mar és un club d'atletisme de València, fundat en 1994 com a continuador de la secció atlètica del València Club de Futbol. És el primer club de l'atletisme femení espanyol, havent conquistat vint lligues nacionals de forma consecutiva (des de 1993) i dinou Copes de la Reina, entre altres títols. A nivell internacional ha sigut subcampió d'Europa de Clubs en onze ocasions.

## Història
El club té el seu origen en la secció d'atletisme del València Club de Futbol, creada en 1924. Aquest equip havia començat a destacar en els anys 1960, amb l'arribada d'Antonio Ferrer a la presidència de la secció, aconseguint l'ascens a la màxima categoria de l'atletisme masculí espanyol, la Divisió d'Honor d'Atletisme. Amb Rafael Blanquer, explusmarquista espanyol de salt, en la direcció tècnica, l'equip femení va començar a despuntar a principis dels anys 1990, aconseguint consecutivament dues Lligues espanyoles (a l'aire lliure) i dues Copes de la Reina, en 1993 i 1994.
Malgrat els èxits, el novembre de 1994 la junta d'accionistes del club, en aquells dies presidit per Paco Roig, va decidir suprimir la secció atlètica. Per donar continuïtat al projecte, Antonio Ferrer i Rafael Blanquer van crear el València Club d'Atletisme, mantenint l'equip i les estructures de la històrica secció valencianista. Ferrer va ser president del club fins a la seua defunció, en 2001, sent rellevat per Blanquer, que des de llavors ha compaginat la direcció tècnica i la presidència.
En 1998, després de dos anys de patrocini de la marca d'equipament esportiu Karhu, la Diputació de València va passar a esponsoritzar al club, que va canviar el seu nom per l'actual València Terra i Mar, una marca del Patronat Provincial de Turisme. Amb el suport de les institucions públiques valencianes el club ha aconseguit consolidar-se com el més premiat de la història de l'atletisme a Espanya.
En l'àmbit nacional manté una hegemonia absoluta des de 1993, havent guanyat de forma consecutiva la totalitat de les vint lligues disputades i dinou Copes de la Reina. A aquests títols se sumen vuit Copes d'Espanya de Clubs i 3 Campionats d'Espanya de Cross.
A nivell formatiu el club compta amb una de les majors escoles d'atletisme d'Europa (700 alumnes en el curs 2012/13).

## Denominacions
El nom del club ha patit diversos canvis al llarg de la seua història, a causa del patrocini de marques comercials:
| Període  | Nom                                   |
| -------- | ------------------------------------- |
| 1994-96  | València Club d'Atletisme             |
| 1996-98  | València Club d'Atletisme Karhu       |
| 1998-act | Club d'Atletisme València Terra i Mar |

## Palmarès

### Femení
- Campionat d'Espanya de Clubs - Divisió d'Honor (20)
- Copa de la Reina (19)
- Copa d'Espanya (8)

### Reconeixements
- Placa de bronze de la Reial Orde del Mèrit Esportiu (2003)